# Elvis: The Concert
Elvis: The Concert is een serie liveconcerten ter ere van de Amerikaanse artiest Elvis Presley en begon in 1997.
20 jaar na de dood van Elvis Presley in 1977 werd het idee geboren om Elvis nog eenmaal te laten optreden met zijn vaste begeleidingsband. Deze band stond ook wel bekend als de TCB-band (Taking Care of Business, een term die Elvis vaak gebruikte en waarvan de initialen ook op zijn vliegtuig stonden).
Om dit mogelijk te maken werden beelden uit 'Elvis on Tour', 'That's the way it is' en 'Aloha from Hawaii' aan elkaar geplakt tot een concert. Vervolgens werd het geluid van de muzikanten verwijderd, zodat alleen de stem van Elvis overbleef. Tijdens Elvis: The Concert werden de beelden van Elvis op grote schermen geprojecteerd en speelden de oorspronkelijke muzikanten mee. Tijdens een van deze concerten heeft dochter Lisa Marie Presley samen met haar vader 'Don't Cry Daddy' gezongen.
Elvis: The Concert was oorspronkelijk bedoeld als een eenmalig concert. Maar het werd zo'n groot succes dat veel Elvisfans vroegen om een herhaling ervan. 
Vervolgens is Elvis: The Concert de wereld rond geweest. Iets waar Elvis gedurende zijn leven alleen maar van gedroomd heeft.
Elvis: The Concert heeft ook een aantal keren (2000, 2001, 2003, 2005 en 2010) in Nederland met veel succes op de planken gestaan in Ahoy' in Rotterdam en de Heineken Music Hall in Amsterdam.
In 2012 gaat de productie voor de allerlaatste maal op Europese tournee. Op 6 en 7 maart staat Elvis voor de allerlaatste keer in de Lotto Arena in Antwerpen en in Het Rotterdamse Ahoy Complex. Beide concerten zijn wederom zo goed als uitverkocht.